# Aleteia
Cet article concerne un média catholique. Pour la notion philosophique, voir Alètheia.
Aleteia  est un site internet d’actualités générales et de spiritualité, décliné en six langues, lancé en 2012 par la Fondation pour l'évangélisation par les médias avec le soutien de l'Église catholique. En 2015, le groupe Média participations est devenu l'opérateur industriel d'Aleteia.

## Historique

### Création

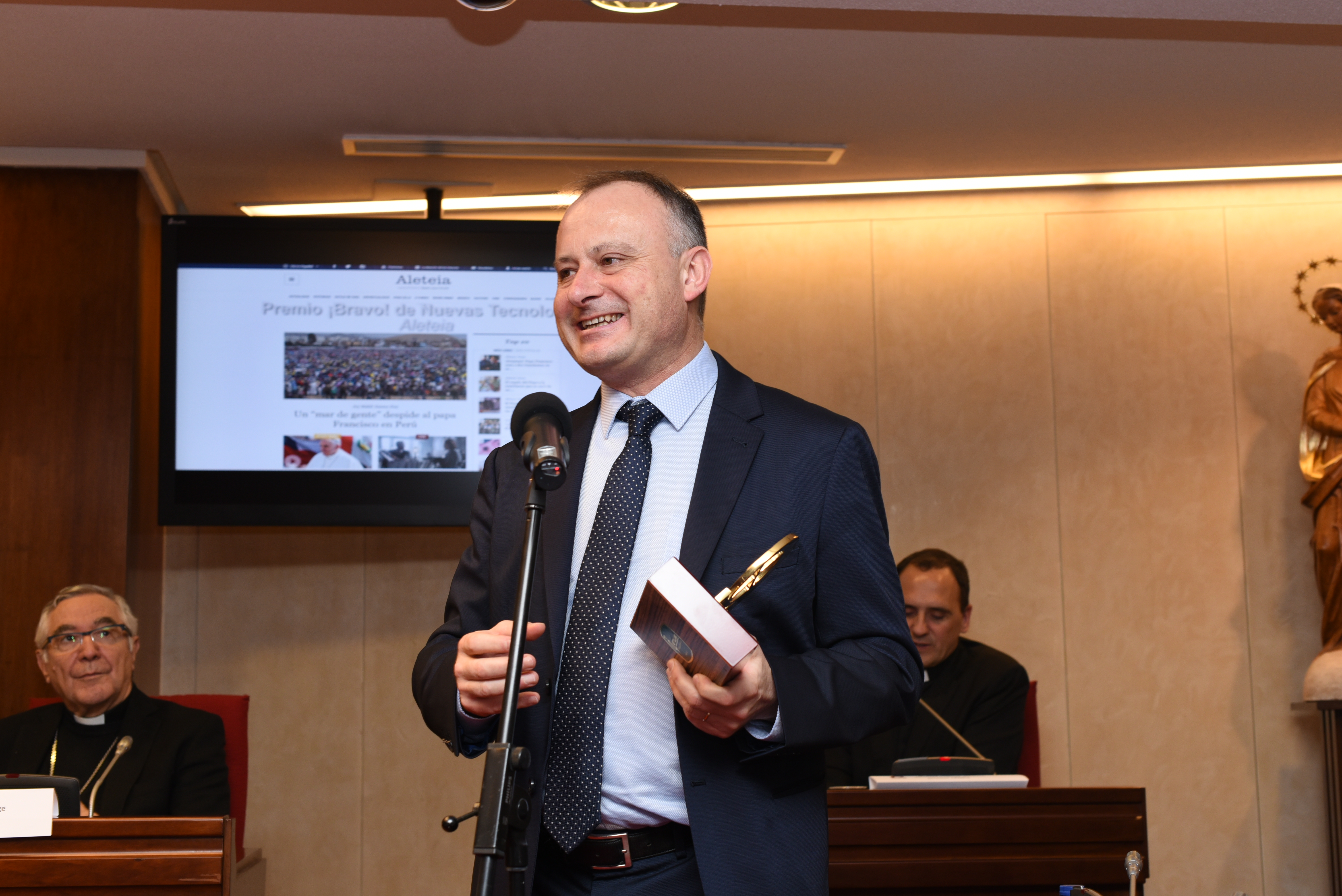
Jesús Colina en 2018.

Le journaliste espagnol Jesús Colina est à l'origine d'Aleteia après avoir été avec la Légion du Christ à l'origine de la création de l'agence d'informations religieuses Zenit. Parmi les cofondateurs d'Aleteia sont présents Olivier Bonnassies, un polytechnicien ayant créé le mouvement des « Vierges pèlerines », et Pierre-Marie Morel, membre de la Communauté de l'Emmanuel. Vincent Montagne, de Média participations, est membre fondateur de l’assemblée générale d’Aleteia.
L'évêque Dominique Rey, le cardinal Philippe Barbarin, l'archevêque André Léonard, Laurent Fabre, fondateur de la communauté du Chemin-Neuf soutiennent le projet, ainsi que le chanteur Daniel Facérias.
Aleteia a été créé en 2012 à l'initiative de la Fondation pour l’évangélisation par les médias, qui l'a soutenu,. Sont cités comme financeurs intéressés par cette fondation les grands patrons : Henri de Castries, Claude Bébéar, Michel-Yves Bolloré, Robert Halley, Romain Zaleski. Les membres de la curie romaine Rino Fisichella  et Claudio Maria Celli soutiennent l'opération. Ainsi cette initiative est privée mais soutenue officiellement par deux des dicastères du Vatican : le conseil pontifical pour les communications sociales et le conseil pontifical pour la promotion de la nouvelle évangélisation.
Aleteia regroupe alors plus de 1 000 médias et institutions catholiques mis en réseau. Outre Jesús Colina qui en est le président à Rome, Andrea Salvati, ancien dirigeant de Google Italie, intègre Aleteia comme CEO (Président-Directeur-Général) et David Lejeune, depuis Washington, assure le pôle technique et « social media ».

### Développement
En juillet 2015, le groupe franco-belge, Média participations devient l’opérateur industriel d’Aleteia. Le nouvel objectif est de devenir un média pour informer sur les nouvelles du monde et de l'Église avec des articles exclusifs rédigés par des experts et des journalistes de la rédaction.

## Organisation
Le Directeur général est Romain Lizé (Paris). Le Directeur Marketing et commercial est Dieudonné de Lavenne (Paris) et Le Directeur Administratif et financier Gonzague de Chambure (Paris). L'équipe de rédaction compte environ 40 personnes, réparties sur 7 pays. À Paris, le rédacteur en chef est Éric de Legge.
Le site se décline en sept langues (anglais, espagnol, français, italien, portugais, polonais et slovène), et ambitionne de devenir « une source chrétienne de référence pour le grand public, mais aussi pour les journalistes, les catéchistes, les relais d’opinion et tous ceux qui cherchent des informations sur la foi chrétienne ».